# Czesław Maj
Czesław Maj (ur. 16 stycznia 1923 w Motyczu, zm. 18 czerwca 2011) – polski pisarz i poeta, wielokrotny laureat w ogólnopolskim konkursie literackim im. Jana Pocka.
Od 1974 roku członek Stowarzyszenia Twórców Ludowych. W 1997 roku został uhonorowany ogólnopolską nagrodą im. Oskara Kolberga.
Debiutował 17 kwietnia 1954 roku w "Słowie Powszechnym" tekstem prozatorskim Legenda o Motyczu. Pierwszy wiersz Ojczyzna wydrukowała w 1975 roku "Chłopska Droga". Najważniejszym zbiorem jego wierszy jest opublikowany w 1994 roku tomik Zawieruchy, legendy, wspomnienia.
Jego rodzice - Zofia i Jan, zajmowali się rolnictwem. On także przez całe życie pracował na własnym gospodarstwie. Ukończył w Motyczu miejscową szkołę powszechną. W 1959 roku ożenił się ze Stanisławą Misztalówną. Przez wiele lat działa społecznie, m.in. jako wieloletni członek Gminnej Rady Narodowej i Gminnej Spółdzielni. Śpiewał w chórze parafialnym, prowadził zespół folklorystyczny "Rola".
Swoje teksty publikował w czasopismach, m.in. "Twórczości Ludowej", oraz antologiach: Wieś tworząca t. VI, Gruszo polna graj na wietrze - 1980, Ojca Świętego Polska światu dała- 1989, Polska nam papieża dała - 1993, Prowadź nas w jasność - 1994, Chłopscy pisarze Lubelszczyzny. Katalog wystawy - 1995, Pobożnych diabeł kusił - 1998.

## Publikacje
- Lecznictwo ludowe
- Utkane z pamięci : motyckie wspomnienia i opowieściLublin 2002.
- Zawieruchy. Gawędy, legendy i wspomnienia z Motycza, opr. S. Aleksandrowicz, seria wydawnicza: Biblioteka "Dziedzictwo" Stowarzyszenia Twórców Ludowych; t. 3 (33), wyd	Lublin: Zarząd Główny STL [Stowarzyszenia Twórców Ludowych] 1994[5]

## Proza
- Dawne liki. Twórczość Ludowa 1995 nr 1 s. 30
- Dawne wspominki. Twórczość Ludowa 1995 nr 4 s. 22-23
- Jantkowe strafunki. Twórczość Ludowa 1994 nr 1/2 s. 56-57
- Legenda o chlebie. Twórczość Ludowa 1990 3 4
- Maciążek. Twórczość Ludowa 1990 2 40
- Mateuszowa pokusa (Gawęda). Twórczość Ludowa 1989 2 21
- Święty Izydor oracz błogosławiony. Twórczość Ludowa 1991 nr 2 s. 31-32

## Odznaczenia[6]
- Odznaka „Zasłużony Działacz Kultury” (1978)
- Srebrny Krzyż Zasługi (1983)
- Nagroda im. Oskara Kolberga (1997)
- Odznaka Honorowa „Zasłużony dla Województwa Lubelskiego” (2008)